# لندری فره
لندری فره (انگلیسی: Landry Farré؛ زادهٔ ۱ ژانویهٔ ۲۰۰۷) بازیکن فوتبال اهل اسپانیا است که در حال حاضر برای بارسلونا اتلتیک در پست مدافع بازی می‌کند.
وی همچنین در تیم‌های ملی فوتبال زیر ۱۶ سال اسپانیا، زیر ۱۷ سال اسپانیا و زیر ۱۸ سال اسپانیا بازی کرده است.